# Przysłup Caryński
Przysłup Caryński (795 m, inne źródła 785 m) – przełęcz w Bieszczadach Zachodnich. Znajduje się pomiędzy Połoniną Caryńską a Magurą Stuposiańską. Poniżej przełęczy znajduje się Koliba Studencka. Do Akcji Wisła była tutaj część nieistniejącej już dziś wsi Caryńskie o nazwie Przysłup.
Przysłup Caryński jest dobrym punktem widokowym. Na południowy wschód widoki na Bukowe Berdo i grupę Tarnicy aż po Halicz. Spod przełęczy w południowo-wschodnim kierunku wypływa dopływ potoku Bystry. Po drugiej stronie przełęczy, do Nasicznego, doliną potoku Caryńskiego prowadzi dobra droga, a nią szlak dydaktyczny przez dawną miejscowość Caryńskie.

## Szlaki turystyczne
– Wetlina Kościół – Dział – Mała Rawka – bacówka PTTK „Pod Małą Rawką” – Przełęcz Wyżniańska – Połonina Caryńska – Przysłup Caryński  – Magura Stuposiańska
 – Bereżki – Przysłup Caryński
 ścieżka dydaktyczna: Nasiczne – Przełęcz Nasiczniańska – Przysłup Caryński i z powrotem

## Bibliografia

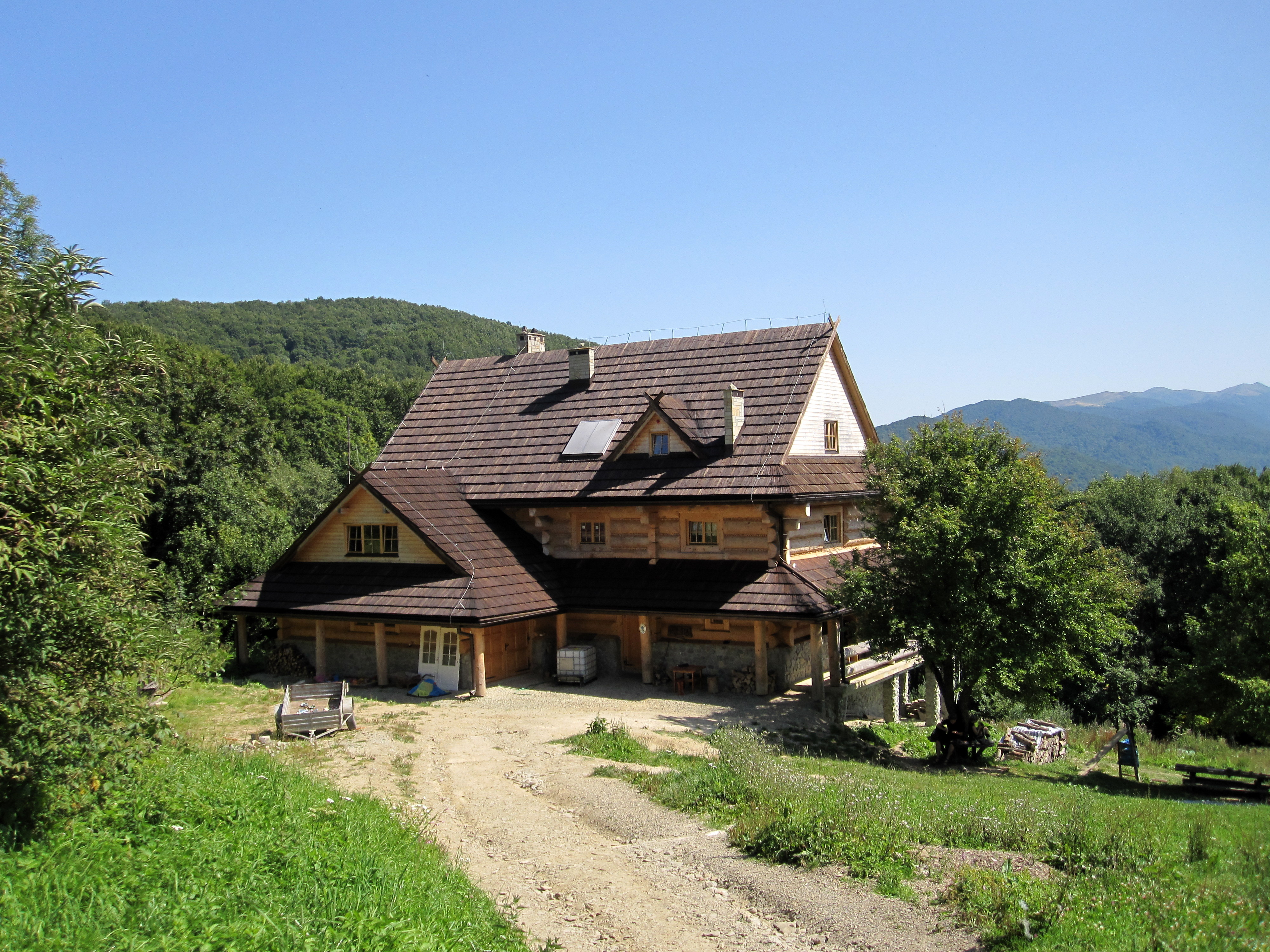
Nowe schronisko studenckie „Koliba”

## Kamera internetowa
Widok ze schroniska w stronę gniazda Tarnicy.